# الکی (ترانه)
الکی نام تک‌آهنگی از سیاوش قمیشی با شعر افشین مقدم و آهنگسازی سیاوش قمیشی و تنظیم خشایار احمدیه (Kc Bondar) است که در بهمن ۱۳۸۸ منتشر شد.
استقبال بی‌سابقه از این ترانه موجب تبدیل به یکی از بهترین آثار سال ۱۳۸۹ شد.

## متن ترانه
من فقط عاشق اینم
حرف قلبتو بدونم
الکی بگم جدا شیم
تو بگی که نمی تونم
من فقط عاشق اینم
بگی از همه بیزاری
دو سه روز پیدام نشه تا
ببینم چه حالی داری
من فقط عاشق اینم
عمری از خدا بگیرم
انقدر زنده بمونم
تا به جای تو بمیرم
من فقط عاشق اینم
روزایی که با تو تنهام
کار و بار زندگیمو
بذارم برای فردام
من فقط عاشق اینم
وقتی از همه کلافم
بشینم یه گوشه دنج
موهای تو رو ببافم
عاشق اون لحظه ام که
پشت پنجره بشینم
حواست به من نباشه 
دزدکی تو رو ببینم
من فقط عاشق اینم
عمری از خدا بگیرم
انقدر زنده بمونم
تا به جای تو بمیرم
من فقط عاشق اینم
عمری از خدا بگیرم
انقدر زنده بمونم
تا به جای تو بمیرم